# Peter Faiman
Peter Faiman (* 1944 in Melbourne als Peter Leonard Faiman) ist ein australischer Regisseur und Filmproduzent, der in den 1980er Jahren mit seiner Regie zu Crocodile Dundee – Ein Krokodil zum Küssen einen großen internationalen Blockbuster feiern konnte.

## Leben und Karriere
Peter Leonard Faiman, Jahrgang 1944, begann nach seiner Ausbildung an der University High School in Melbourne zu Beginn der 1970er Jahre mit einer Laufbahn als Regisseur und Produzent beim australischen Fernsehen. Mit dem TV-Film Behind the Fridge in den Hauptrollen Peter Cook und Dudley Moore gelang ihm 1971 der Durchbruch. Für die australische Fernsehserie The Graham Kennedy Show war er anschließend von 1972 bis 1975 als Produzent tätig. 1976 entstand unter seiner Regie der Fernsehfilm Neil Diamond: The 'Thank You Australia' Concert. 1980 drehte er mit The Royal Charity Concert einen weiteren TV-Film, wo er auch gleichzeitig als Produzent fungierte.
1986 inszenierte er für den befreundeten Schauspieler und Produzenten Paul Hogan dessen romantischen und komödiantischen Abenteuerfilm Crocodile Dundee – Ein Krokodil zum Küssen, der weltweit zum großen Überraschungserfolg wurde. Die weibliche Hauptrolle spielte Linda Kozlowski. 1991 führte Faiman bei der mit Ed O’Neill, Ethan Embry und JoBeth Williams prominent besetzten Komödie Der Giftzwerg die Regie. Nach 1991 trat Faiman dann hauptsächlich als Produzent in Erscheinung, unter anderem 1992 für den Animationsfilm FernGully – Christa und Zaks Abenteuer im Regenwald. Für die TV-Serie Human Edge produzierte er 2001 alle 26 Folgen. In der Funktion als kreativer Berater betreute er 2008 alle 50 Episoden der australischen Fernsehserie Rock Eisteddfod Challenge.
Faiman war darüber hinaus in mehreren Rupert-Murdoch-Projekten engagiert, darunter in Großbritannien als kreativer Unternehmensberater für BSkyB und in den USA bei Fox Network, wo er das mit dem Emmy Award ausgezeichnete Nachrichtenmagazin The Reporters und das Programm A Current Affair in New York produzierte. Ferner war Faiman Vizepräsident bei Fox Circle Productions und später Präsident bei Programs and Production für die 20th-Century-Fox-Television-Gruppe in Los Angeles.
Für seine Verdienste in den Medien, insbesondere im Bereich der TV-Produktion, wurde Peter Faiman 1981 mit der Ehrung Member of the Order of Australia bedacht.

## Filmografie (Auswahl)

### Regisseur
Kino
- 1986: Crocodile Dundee – Ein Krokodil zum Küssen (Crocodile Dundee)
- 1991: Der Giftzwerg (Dutch)

Fernsehen
- 1971: Behind the Fridge (Fernsehfilm)
- 1973: Da lacht das Känguruh (Fernsehserie, 1 Episode)
- 1976: Neil Diamond: The 'Thank You Australia' Concert (Fernsehfilm)
- 1980: The Royal Charity Concert (Fernsehfilm)
- 1982: The Don Lane Show (Fernsehserie, 1 Episode)
- 1984: Culture Club: Live in Sydney (Fernsehfilm)

### Produzent
Kino
- 1992: FernGully – Christa und Zaks Abenteuer im Regenwald (FernGully: The Last Rainforest)

Fernsehen
- 1971: Behind the Fridge (Fernsehfilm)
- 1972–1975: The Graham Kennedy Show (Fernsehserie)
- 1980: The Royal Charity Concert (Fernsehfilm)
- 1982: The Don Lane Show (Fernsehserie, 1 Episode)
- 1984: Tonight with Bert Newton (Fernsehserie, 1 Episode)
- 1988: Opening of World Expo 1988 (Fernsehfilm)
- 1996: The Pet Department (Fernsehserie, 1 Episode)
- 1998: Adventure Crazy (Fernsehserie, 1 Episode)
- 2001: Human Edge (Fernsehserie, 26 Episoden)
- 2004: Strictly Dancing (Fernsehserie, 1 Episode)
- 2005: Spicks and Specks (Fernsehserie, 1 Episode)
- 2006: The Pet Show (Fernsehserie, 1 Episode)